# Карганов, Павел Александрович
Павел Александрович Карганов (1883—1961) — российский и советский актёр, Народный артист РСФСР (1950).

## Биография
Павел Карганов родился 4 марта 1883 года.
По окончании в 1904 году Одесской театральной школы под руководством актрисы М. И. Морской поступил на профессиональную сцену (первая роль — Незнамов). Работал в театрах Одессы, Кишинёва, Ростова-на-Дону, Баку, Астрахани и других городов.
Участвовал в гастрольных спектаклях Н. П. Россова, братьев Адельгейм. Некоторое время играл в оперетте (1910—1912 гг., Одесса, Баку). С 1928 года Павел Александрович становится актёром Саратовского драматического театра.
Карганов умел точно передать историческую и социальную сущность характера своего героя.
Выступал также как режиссёр (пьеса «Беспокойная старость» Рахманова поставлена в 1938 году). Вёл педагогическую работу в Саратовском театральном училище с 1929 года, среди его учеников Борис Фёдорович Андреев, Людмила Степановна Муратова, Тамара Акимовна Лученкова, Ливия Васильевна Шутова.
Умер Павел Александрович Карганов 4 мая 1961 года. Похоронен Павел Карганов на Воскресенском кладбище. Его могила включена в перечень памятников истории и культуры Российской Федерации.

## Почётные звания
- Заслуженный артист Республики (1936)
- Народный артист РСФСР (1950)

## Творчество

### Актёр театра
- «Без вины виноватые» — Незнамов
- «Гроза» — Городничий, Дикой
- «Лес» А. Н. Островского — Несчастливцев
- «На дне» М. Горького — Актёр
- «Горе от ума» А. С. Грибоедова — Фамусов
- «Бронепоезд 14-69» — Вершинин
- «Разлом» — Берсенёв
- «Страх» — Бородин
- «Порт-Артур» — Стессель
- «Он пришёл» — Артур Берлинг
- «Ревизор» Н. В. Гоголя —  городничий[2]
- 1944 — «Бесприданница» А. Н. Островского. Режиссёр: Андрей Ефремов — Мокей Пармёныч Кнуров

### Режиссёр театра
- «Беспокойная старость» Рахманова (1938)